# Lamba (Madagascar)
Pour les articles homonymes, voir Lamba.
 (septembre 2019).
Si vous disposez d'ouvrages ou d'articles de référence ou si vous connaissez des sites web de qualité traitant du thème abordé ici, merci de compléter l'article en donnant les références utiles à sa vérifiabilité et en les liant à la section « Notes et références ».

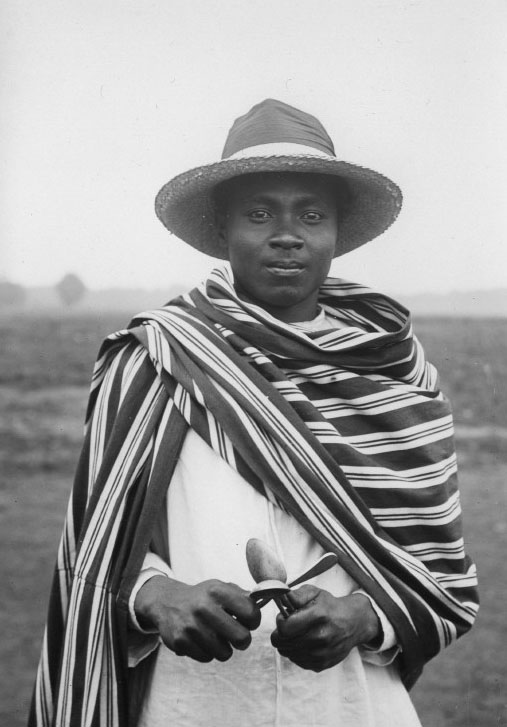
Musicien sakalava portant un lamba.

Le lamba (prononcez lamba) ou lambahoany (prononcez lambaoine) est la pièce principale et emblématique du costume traditionnel malgache, constitué d'une pièce de coton ou de soie rectangulaire plus ou moins grande.

## Les significations

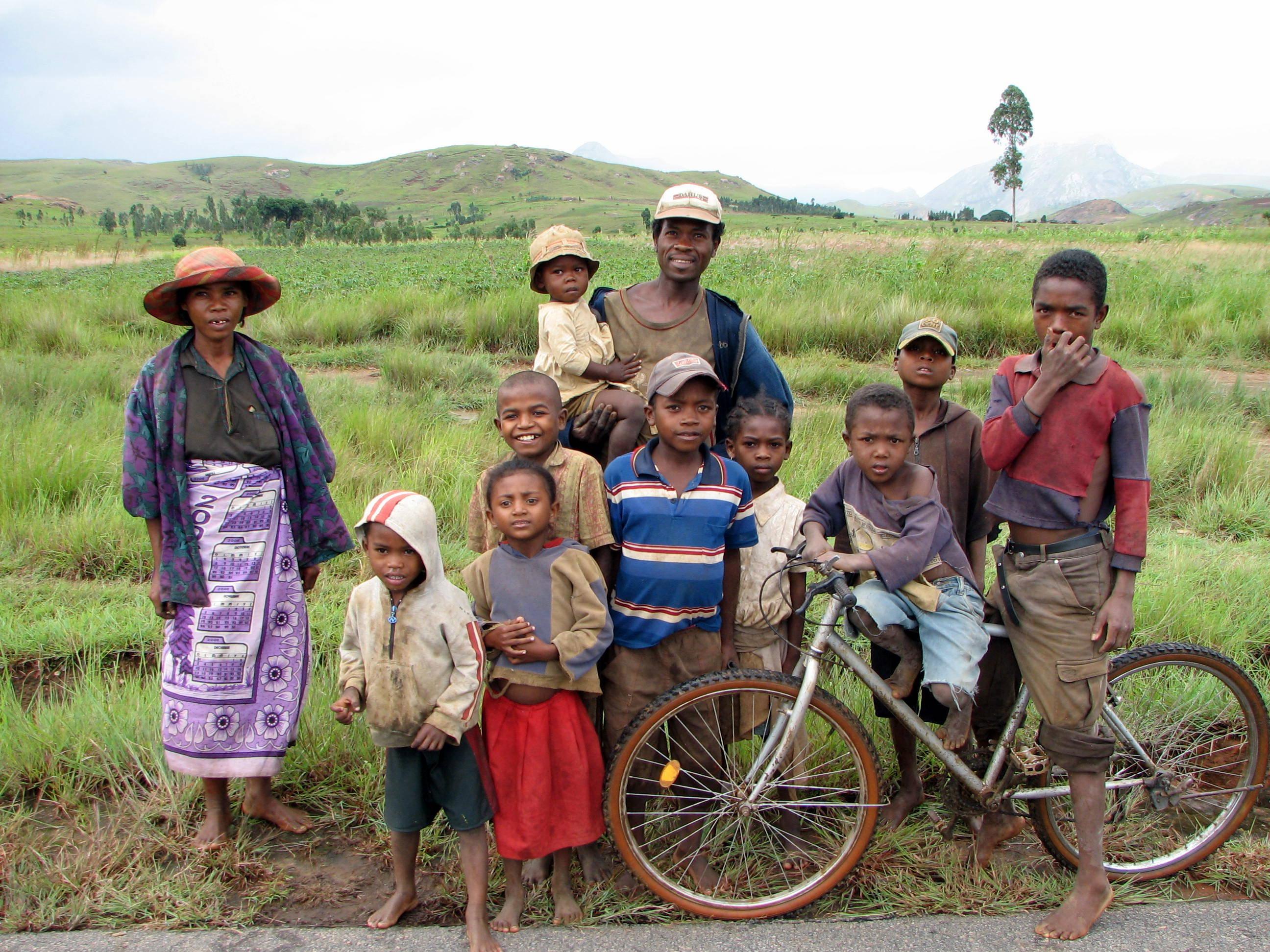
Famille près de Ambalavao, Madagascar

Porté indifféremment par les hommes et par les femmes, il accompagne celui qui le porte jusque dans la tombe. En effet, c'est pour les Malgaches un attribut de dignité ou d'amour : on échange des lambas lors de fiançailles.
Les hommes portent plutôt des lambas en grège de couleur sombre agrémentés de lignes verticales, les femmes en portent des blancs ou de très colorés qu'elles nouent sous les aisselles, autour de la tête ou à la taille.
Lorsqu'il est porté sur les épaules, un pan est rejeté en arrière du côté gauche. Lorsque ce pan est rejeté du côté droit, cela signifie que la personne est en deuil.

## Les différents types delambas

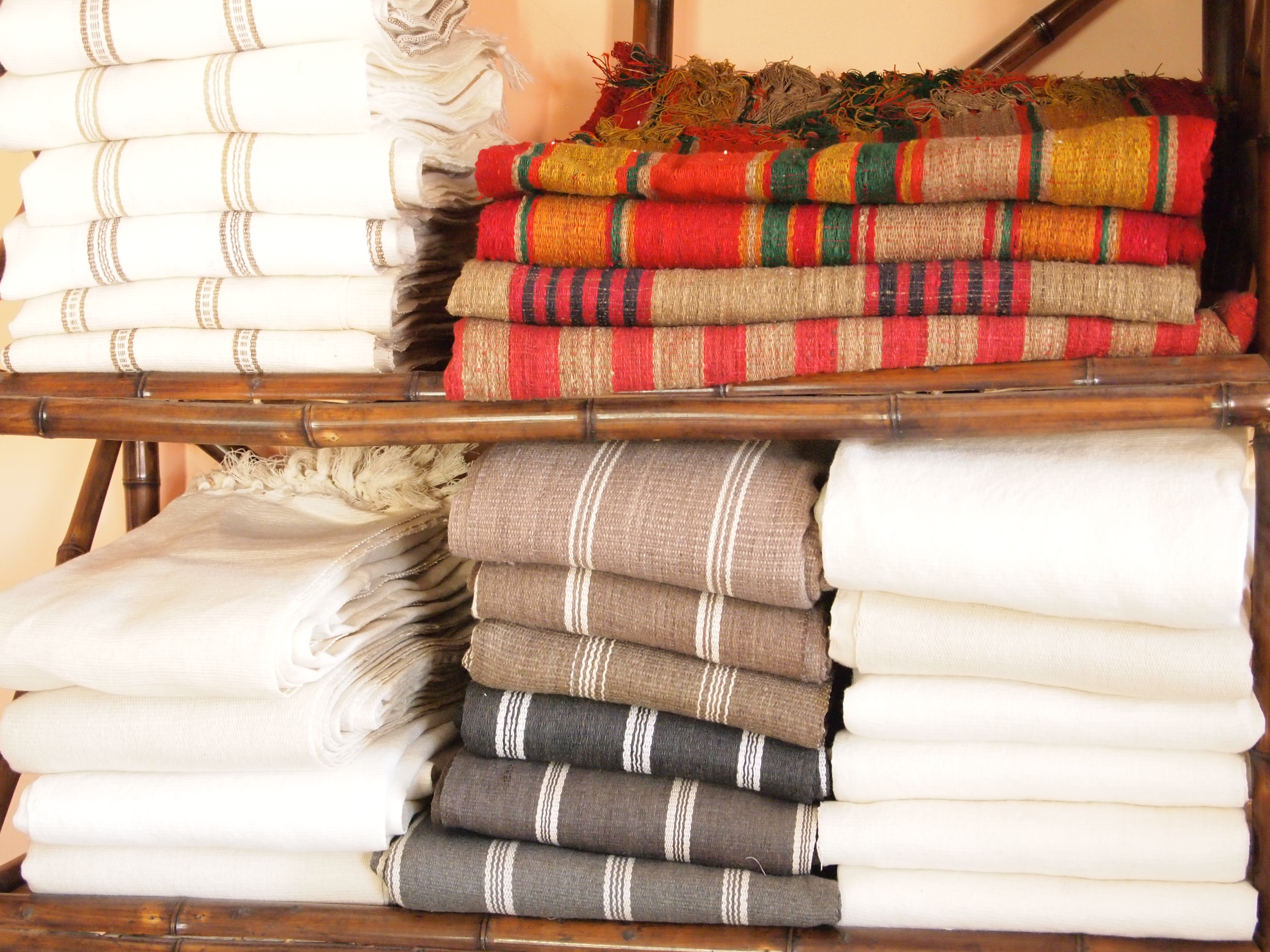
Lambas classiques.

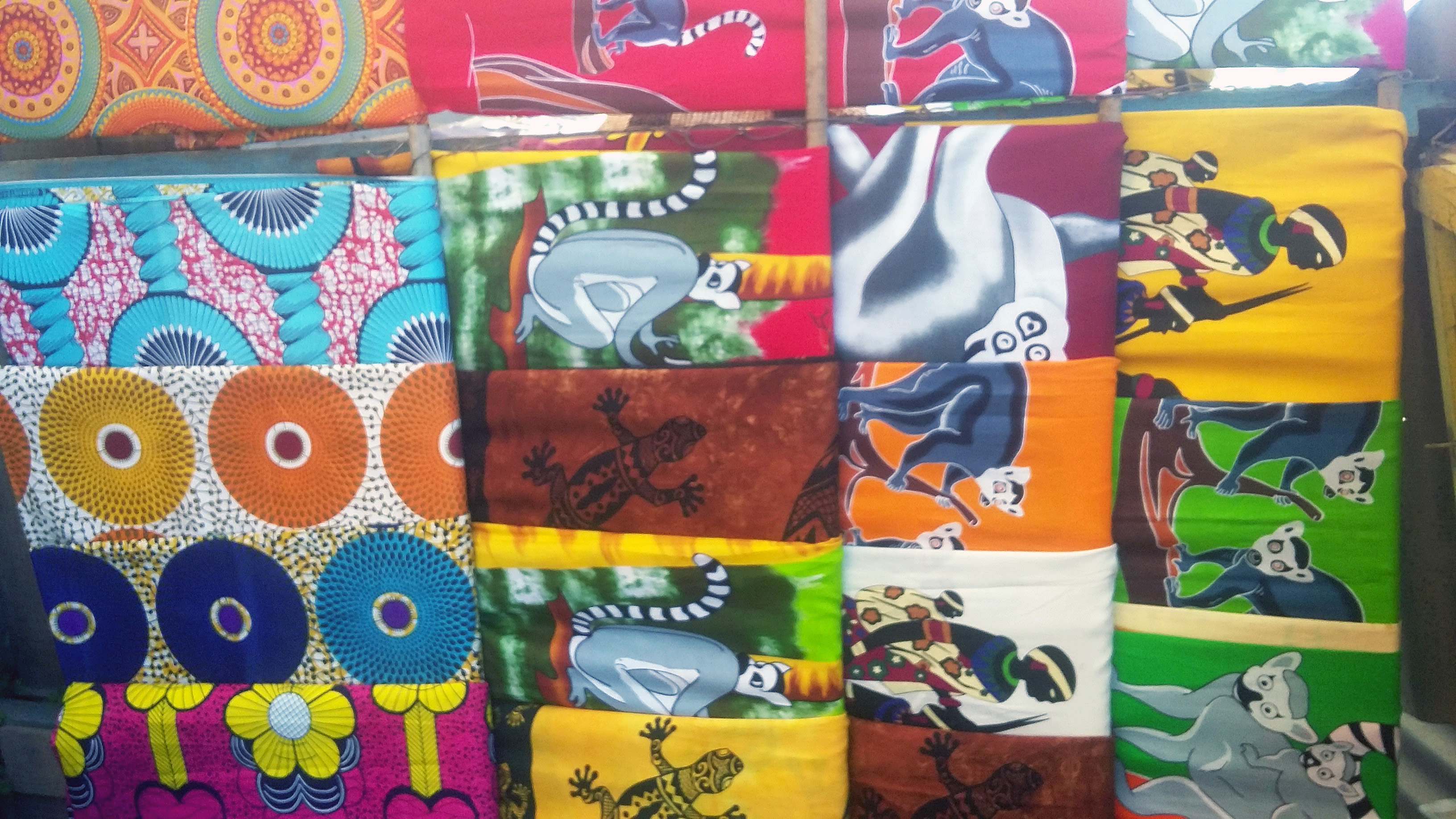
Lambas imprimés.

Il existe plusieurs sortes de lambas :
- le lambahoany : pièce de coton imprimé qu'on noue sous les aisselles ou à la taille (on le trouve surtout dans les régions côtières) ;
- le lamba arindrano : vêtement de cérémonie des nobles, des riches ou des personnes âgées ;
- le lambamena, qui est le linceul ;
- l'arindrano landihazo, composé de soie et de coton ;
- le jabo-landy, composé de soie et de raphia ;
- le salaka, sorte de pagne.

## La diffusion géographique
Le lamba a essaimé dans les Mascareignes et particulièrement à l'île de la Réunion où il est un vêtement de plage équivalent du pareo. Le chanteur réunionnais Pierre Rosely a fait en 1970 une reprise du séga malgache d'Henri Ratsimbazafy, Le Lamba blanc (1960), qui fut un succès des années 1980 dans tout l’océan Indien.